# Pyrgetós (ort i Grekland, Trikala)
Pyrgetós är en ort i Grekland.   Den ligger i prefekturen Trikala och regionen Thessalien, i den centrala delen av landet, 240 km nordväst om huvudstaden Aten. Pyrgetós ligger 114 meter över havet och antalet invånare är 1 179.
Terrängen runt Pyrgetós är platt. Runt Pyrgetós är det tätbefolkat, med 735 invånare per kvadratkilometer. Närmaste större samhälle är Trikala, 1,7 km öster om Pyrgetós. Trakten runt Pyrgetós består till största delen av jordbruksmark.